# Oecetis minasata
Oecetis minasata là một loài Trichoptera trong họ Leptoceridae. Chúng phân bố ở miền Australasia.